# El Tabanco
El Tabanco es una localidad peruana ubicada en el distrito de El Tallán, perteneciente a la provincia y departamento de Piura, en el norte del Perú. Tenía una población de 1384 habitantes en el 2017 según el INEI.